# Marcus Stroman
Marcus Earl Stroman (Nueva York, 1 de mayo de 1991) es un lanzador de béisbol profesional estadounidense. Actualmente es agente libre. En las Grandes Ligas de Béisbol (MLB) ha jugado para los Toronto Blue Jays, New York Mets, Chicago Cubs y New York Yankees. Desde 2023 es internacional con la selección de Puerto Rico.

## Carrera
Marcus Stroman fue elaborado por primera vez por los Nacionales de Washington en la ronda de selección 18 en 2009, pero no firma contrato con esta franquicia y se unió a los Blue Devils de la Universidad de Duke, Carolina del Norte. Los Azulejos de Toronto convierten a Stroman en su selección de primera ronda, y el vigésimo segundo atleta reclutado por un club de la MLB en junio de 2012.
28 de agosto de 2012 a medida que evoluciona en las ligas menores para los canadienses de Vancouver, un equipo de la granja de los Azulejos, Stroman fue suspendido 50 partidos por usar methylhexaneamine, un interdito estimulante.
Stroman se graduó de la liga menor Triple-A en la primavera de 2014 y, luego de mantener un merecido promedio de 1.69 en sus primeras 5 aperturas, fue llamado por los Azulejos de Toronto para ayudar al personal de relevistas. Hizo su debut en Grandes Ligas de Béisbol lanzando dos tercios de las series de relevos contra los Piratas de Pittsburgh el 4 de mayo de 2014. A partir del 31 de mayo, fue el lanzador titular de Toronto: el 24 de julio contra Boston, otorgó un solo tiro Seguro en 7 entradas en una victoria 8-0 de Jays.
Stroman mantiene una efectividad de 3.65 en 130 entradas y dos tercios para los Azulejos en su temporada de novato. Comenzó 20 juegos para Toronto y agregó 6 juegos de liga, ganando 11 victorias y 6 derrotas. El 8 de septiembre de 2014, realizó su primer partido completo y su primer cierre de la carrera en un éxito de 8-0 en Toronto sobre los Chicago Cubs.
El 10 de marzo de 2015, Stroman se lesionó en el ligamento cruzado anterior de la rodilla izquierda durante una práctica defensiva para lanzadores en el campamento de primavera de los Azulejos de Florida. La lesión le hizo perder la mayor parte de la temporada 2015. Su regreso fue planeado originalmente para 2016, pero regresó al juego el 12 de septiembre de 2015.
En enero de 2024, Stroman firmó un contrato de dos años por 37 millones de dólares con New York Yankees. El 1 de agosto de 2025, Yankees anunció que Stroman había sido cortado del equipo para dejar lugar a las incorporaciones del mercado de mitad de temporada.